# 다지점 제어 장치
다지점 제어 장치(Multipoint Control Unit, MCU, 멀티포인트 컨트롤 유닛)는 셋 이상의 단말들이 함께 회의가 가능한 다자간 통화 시스템을 말한다.

## 같이 보기
- H.323